# Von hier an blind
Von hier an blind (en alemán "de aquí en adelante, a ciegas") es el segundo álbum del grupo de pop rock alemán Wir sind Helden.  Fue publicado en 2005.

## Listado de canciones
1. «Wenn es passiert» (Judith Holofernes, Tourette) – 3:33
2. «Echolot» (Holofernes, Tavassol, Tourette) – 4:31
3. «Von hier an blind» (Holofernes, Tavassol, Tourette) – 3:30
4. «Zuhälter» (Holofernes, Tourette) – 3:30
5. «Ein Elefant für dich» (Holofernes, Pola Roy, Tavassol, Tourette) – 4:42
6. «Darf ich das behalten» (Holofernes, Tavassol, Tourette) – 3:18
7. «Wütend genug» (Holofernes, Tavassol) – 4:29
8. «Geht auseinander» (Holofernes, Roy, Tavassol, Tourette) – 3:10
9. «Zieh dir was an» (Holofernes, Roy, Tavassol, Tourette) – 3:26
10. «Gekommen um zu bleiben» (Holofernes, Tourette) – 3:10
11. «Nur ein Wort» (Holofernes, Roy, Tavassol, Tourette) – 3:56
12. «Ich werde mein Leben lang üben, dich so zu lieben, wie ich dich lieben will, wenn du gehst» (Holofernes, Roy) – 2:52
13. «Bist du nicht müde» (Holofernes, Roy) – 3:53